# Garde nationale serbe
Pour les articles homonymes, voir SDS.
 (juillet 2017).
Si vous disposez d'ouvrages ou d'articles de référence ou si vous connaissez des sites web de qualité traitant du thème abordé ici, merci de compléter l'article en donnant les références utiles à sa vérifiabilité et en les liant à la section « Notes et références ».

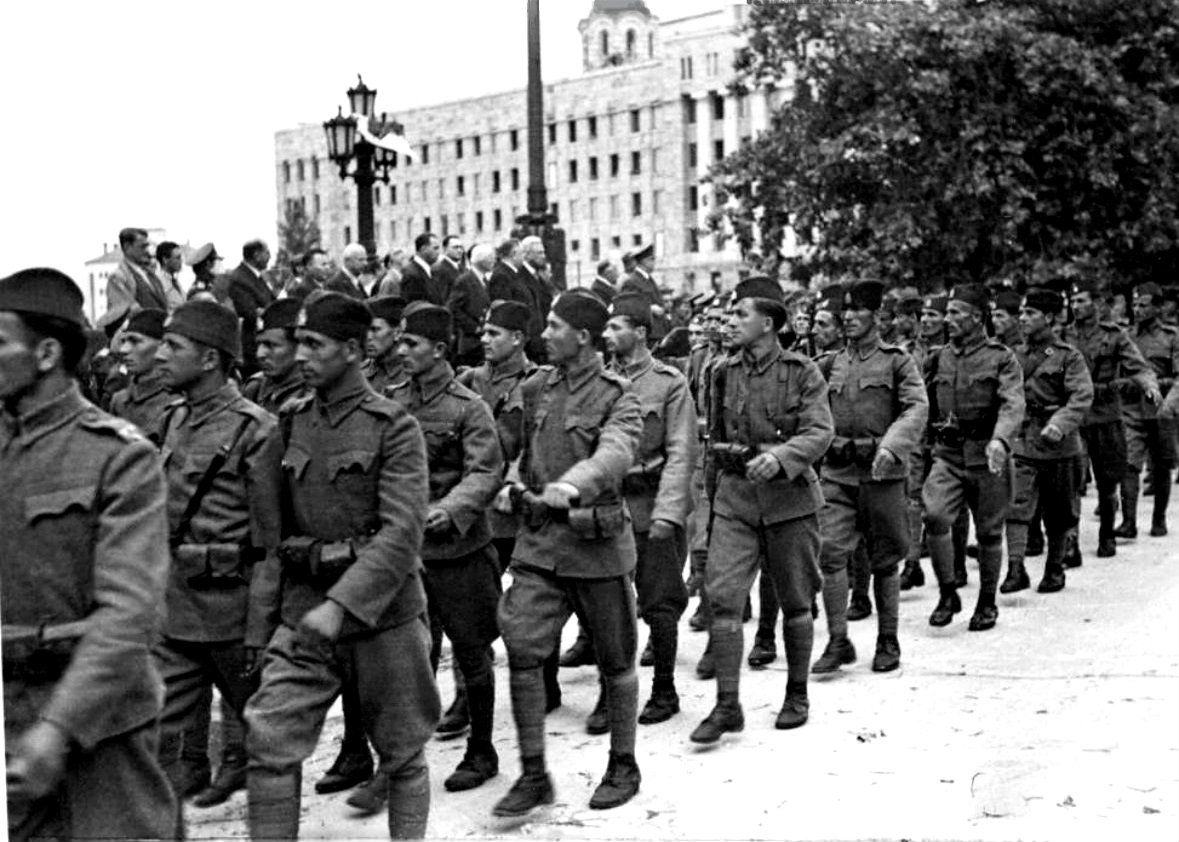
Soldat de la garde nationale serbe en parade.

La garde nationale serbe (en serbo-croate : Srpska državna straža, Српска државна стража, SDS) est une formation militaire créée le 3 février 1942 à partir d'anciens gendarmes et de la police du gouvernement collaborateur serbe de Milan Nedić.
Lors de sa formation, elle comptait 17 000 personnes. En début 1943, avec des services supplémentaires et la police des villages, elle comptait 36 716 personnes. Comptant peu d'officiers, la garde nationale serbe joua un rôle secondaire dans les opérations en Serbie, les Allemands considérant le Corps de volontaires serbes comme une force auxiliaire plus fiable. Par ailleurs, la SDS était largement infiltrée par des sympathisants du mouvement tchetnik de Draža Mihailović.
En octobre 1944, au moment de l'offensive de Belgrade et de l'effondrement militaire des Allemands en Serbie, la garde nationale serbe proclama ouvertement son allégeance envers Mihailović, mais fut rapidement écrasée par les Partisans et l'Armée rouge.